# Lijst van koningen van Bithynië
Dit is een lijst van koningen van Bithynië.
| Koning                   | Regeringsperiode        |
| ------------------------ | ----------------------- |
| Bas                      | 378 v.Chr. - 328 v.Chr. |
| Ziboetes I               | 328 v.Chr. - 279 v.Chr. |
| Nicomedes I              | 279 v.Chr. - 255 v.Chr. |
| opp. by Ziboetes II      | 279 v.Chr. - 276 v.Chr. |
| Ziboetes III en Etazeta  | 255 v.Chr.              |
| Ziaelas                  | 255 v.Chr. - 228 v.Chr. |
| Prusias I                | 228 v.Chr. - 185 v.Chr. |
| Prusias II               | 185 v.Chr. - 149 v.Chr. |
| Nicomedes II, Epiphanes  | 149 v.Chr. - 128 v.Chr. |
| Nicomedes III, Euergetes | 128 v.Chr. - 94 v.Chr.  |
| Nicomedes IV, Philopator | 94 v.Chr. - 74 v.Chr.   |